# Sparta: War of Empires
Sparta: War of Empires è un videogioco strategico MMO (Massively multiplayer online) di tipo freemium sviluppato da Plarium e distribuito nel mese di marzo del 2014.
Dal suo ingresso nel mondo dei videogiochi, Sparta è stato tradotto in differenti lingue tra cui inglese, francese, spagnolo, italiano, tedesco e russo, arrivando così a coprire un bacino di utenza di oltre 18 milioni di account.
Il gioco è ambientato nel periodo delle guerre Greco-Persiane; in esso i giocatori vengono messi in condizione di costruire la propria città-stato sotto la guida di differenti leader spartani. Il loro compito, oltre a produrre e raccogliere risorse per il sostentamento dell'esercito, è di confrontarsi con gli invasori persiani e gli altri giocatori sparsi in tutto il mondo attraverso i combattimenti PvE (Player versus environment) e PvP (Player versus player).

## Ambientazione
Le armate del re persiano Serse sono riuscite a conquistare e distruggere molte delle città-stato greche, gettando l'intera Ellade nel caos più totale. Gli unici in grado di affrontare la forza delle armate persiane incombenti sono gli Spartani e i loro alleati. Sotto la guida del re spartano Leonida, il giocatore assumerà il ruolo di un arconte, figura equivalente a quella di governatore della nuova città-stato, e dovrà collaborare con Sparta, costi quel che costi, per sconfiggere i Persiani e liberare l'intera Grecia.

## Modalità di gioco
Sparta: War of Empires è un videogioco strategico MMO in cui il giocatore ha il compito di edificare la propria città, addestrare truppe, e combattere contro altri giocatori in scontri PvP o contro armate guidate dall'IA in scontri PvE. Il giocatore può decidere sia di attaccare che di condurre rapporti commerciali con altri giocatori tramite la mappa di gioco, e perfino di unirsi ad una Lega e di fondare alleanze.
Il mondo virtuale del gioco è in costante cambiamento, anche quando il giocatore non è connesso. I partecipanti, infatti, possono continuare ad accumulare risorse o a subire attacchi pur non trovandosi online. Tutti i combattimenti PvP avvengono in tempo reale e, per tal motivo, i giocatori devono necessariamente sviluppare delle strategie di attacco e difesa per mantenere al sicuro le proprie città-stato anche quando non stanno giocando.
Il gameplay di Sparta: War of Empires si basa su tre elementi: costruzione della città; combattimento; interazioni con altri giocatori.

## Costruzione della città
I partecipanti iniziano il gioco con una città appena fondata. Il loro primo compito è quello di espandere le loro città, così da poter raccogliere risorse e addestrare le prime unità. Nel corso del gioco, i partecipanti vengono messi in condizione di sbloccare un numero sempre più grande di edifici, i quali consentono loro di reclutare nuove unità da combattimento e di accedere a nuovi elementi del gameplay.
La città svolge il ruolo di base operativa del giocatore, dalla quale far partire truppe e carovane commerciali per dirigersi verso i molteplici obiettivi sulla mappa. Gli altri arconti, ovvero gli altri giocatori, possono attaccare le città altrui. Questa è la ragione per cui i giocatori hanno la massima convenienza ad innalzare difese e fortificazioni e ad addestrare unità da posizionare a difesa della loro città.

## Combattimento in tempo reale
In Sparta: War of Empires, i giocatori possono confrontarsi sia in battaglie PvP che PvE. Una volta terminato l'addestramento delle unità d'attacco, il giocatore può inviare tali unità a saccheggiare le città di altri giocatori con l'obiettivo di depredarli delle loro risorse. Per iniziare un saccheggio, il giocatore deve semplicemente selezionare il numero e tipo di unità che desidera inviare in attacco. In caso di esito positivo della battaglia, la sua armata farà rientro con le risorse sottratte alla città avversaria. Per difendersi dai tentativi di saccheggio di altri giocatori, è necessario addestrare unità difensive che possono essere messe a protezione della propria città.
I combattimenti, a differenza dei giochi che prevedono i cosiddetti combattimenti a turni, avvengono in tempo reale; quando un giocatore lancia un attacco ad un altro partecipante al gioco, il combattimento inizia immediatamente, senza dover aspettare che l'altro giocatore si connetta online per preparare la propria difesa. Questa è la ragione per cui i giocatori devono essere sempre certi di lasciare le proprie città ben protette attraverso difese e fortificazioni di ogni tipo, oltre che per mezzo di guarnigioni di truppe difensive.
I combattimenti PvE in Sparta: War of Empires sono leggermente differenti dai combattimenti PvP. La maggior parte delle battaglie effettuate nei PvE avviene nel corso di una delle 24 missioni secondarie completamente doppiate. I giocatori possono attaccare o difendere differenti location sulla mappa di gioco. Rispetto ai PvP, le armate persiane non attaccheranno di loro spontanea volontà, perciò le missioni secondarie possono essere svolte a completa discrezione del giocatore.
Interazione con gli altri giocatori
Sparta: War of Empires è un gioco multiplayer e, per tal motivo, i giocatori possono interagire con gli altri partecipanti in molteplici modi. Oltre ai combattimenti, i giocatori, previa la costruzione di un porto per poter inviare le galee agli altri giocatori, possono commerciare e scambiare risorse.
Due giocatori possono formare un'alleanza tra di loro, mentre un gruppo di giocatori alleati ha la possibilità di unirsi e formare una vera e propria lega. Le leghe permettono ai giocatori di unirsi sotto ad un'unica bandiera, nome, ideologia e struttura di comando. Le leghe sono anche l'unico metodo con il quale i giocatori possono costruire e controllare i pantheon dell'Ellade. Attraverso il controllo dei pantheon, i membri delle leghe possono guadagnare accesso a risorse speciali, oltre che aumentare la propria influenza sulla mappa globale. Sia le forze persiane che le leghe nemiche proveranno continuamente a minare il controllo dei pantheon in possesso di una lega; motivo per cui si rende necessaria una costante coordinazione e cooperazione tra tutti i membri di una lega per cercare di non perdere i territori già conquistati.

## Sviluppo
Preceduto da altri giochi strategici di successo sempre prodotti da Plarium, Sparta ha visto iniziare la sua fase di pre-produzione nel settembre 2013, per poi passare alla fase principale di sviluppo del novembre 2013. Il gioco è stato inizialmente lanciato su vk.com e altri social network russi nel corso del mese di febbraio 2014, per poi fare il suo ingresso sul mercato globale attraverso Facebook a partire dal marzo 2014.